# Epitrotonotus vilis
Epitrotonotus vilis är en fjärilsart som beskrevs av Holland 1893. Epitrotonotus vilis ingår i släktet Epitrotonotus och familjen tandspinnare. Inga underarter finns listade i Catalogue of Life.